# 新坍镇
新坍镇，是中华人民共和国江苏省盐城市射阳县下辖的一个乡镇级行政单位。

## 行政区划
新坍镇下辖以下地区：
卢公祠社区、小闸口社区、新坍子社区、靠鱼湾社区、安家洼社区、新安村、四烈村、新生村、新集村、新潮村、金塘村、新合村、横港村和贺仁村。